# Nowenna pompejańska

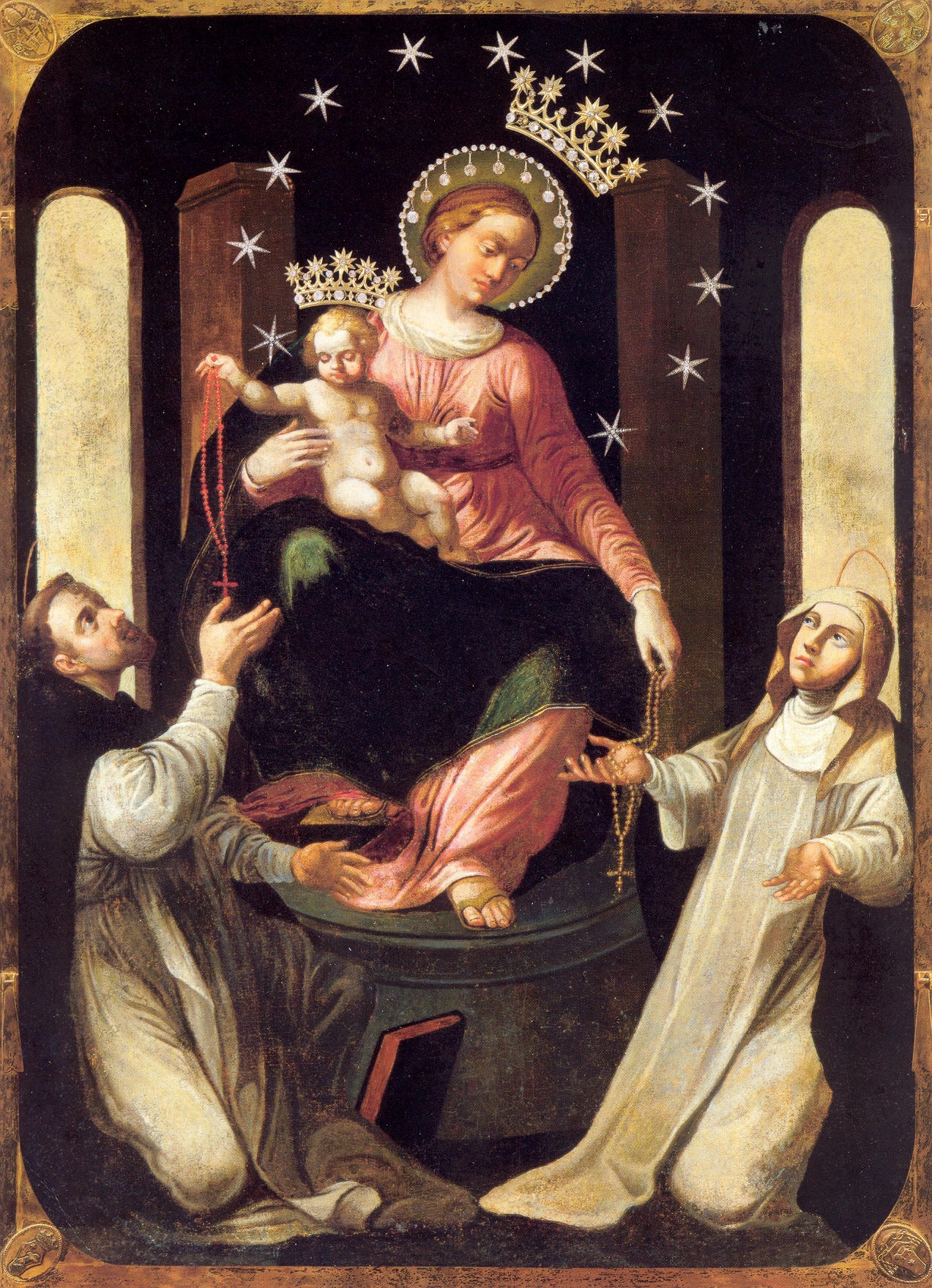
Matka Boża Pompejańska

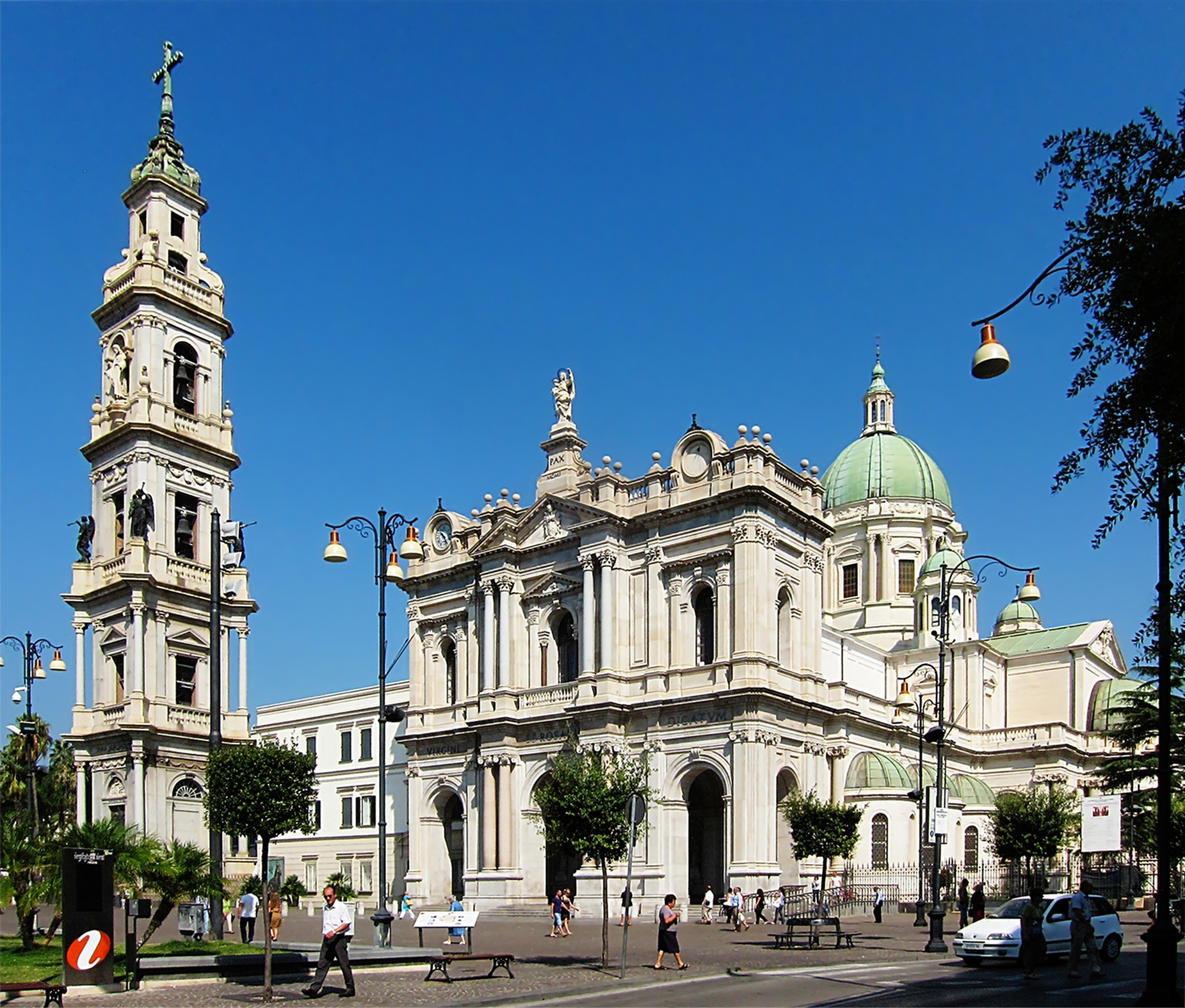
Sanktuarium w Pompei

Nowenna pompejańska (zwana niekiedy "nowenną nie do odparcia") – forma modlitwy różańcowej do Maryi Panny Różańcowej z Pompejów, która została napisana w 1879 roku przez bł. Bartłomieja Longo z istotnymi zmianami w 1884 roku. Jej celem jest wyproszenie różnego rodzaju łask za przyczyną Matki Bożej Różańcowej i poprzez modlitwę na różańcu.

## Pochodzenie nowenny pompejańskiej
Nowenna pompejańska została napisana przez Bartłomieja Longo w czasie trwania jego śmiertelnej choroby. Longo był też pierwszą osobą, która została uzdrowiona po odmówieniu tego nabożeństwa. 
Początkowo nabożeństwo było rozpowszechniane w formie 9-dniowej jako "Nowenna błagalna do Matki Bożej Pompejańskiej o zesłanie łask w sprawach beznadziejnych" i każdego dnia modlono się jedną częścią różańca. 
Dalsze zmiany zaszły w 1884 roku w oparciu o relację 21-letniej Fortunatiny Agrelli z Neapolu, która ogłosiła, że nowy sposób odmawiania nowenny został jej objawiony przez Matkę Bożą. Chora na padaczkę Fortunata Agrelli, wedle jej przekazu, pewnego dnia doznała objawienia. Matka Boża kazała jej odmówić kolejne trzy nowenny błagalne, prosząc o uzdrowienie, a następnie trzy nowenny dziękczynne, dziękując za otrzymane łaski, przy czym każdego dnia miała odmawiać 15 tajemnic różańca. Po odmówieniu modlitw we wskazanym czasie Fortunatina Agrelli doznała uzdrowienia. Następnie spotkała się z Bartłomiejem Longo, przekazując mu nowy sposób odmawiania modlitwy. 
Od tej pory nowenna pompejańska składa się z cyklu 6 nowenn po 9 dni, co daje w sumie 54 dni. Jest podzielona na dwie części po 27 dni każda (3 × 9 dni). Pierwszą część stanowią trzy nowenny błagalne, natomiast drugą – trzy nowenny dziękczynne.
W roku 1890 papież Leon XIII uroczyście uznał cudowne uzdrowienie dziewczyny, które stało się początkiem nabożeństwa do Królowej Różańca Świętego z Pompejów, zwanej również Matką Boską Pompejańską.
Cud uzdrowienia Fortunatiny Agrelli dość szybko zyskał rozgłos. Jej przypadek został opisany przez Bartłomieja Longo, który wiele lat wcześniej usłyszał wewnętrzny głos, że ma szerzyć nabożeństwo do różańca. Longo zainicjował nabożeństwa w Pompejach, położonej niedaleko Neapolu. Przybyły w 1872 roku do starożytnego miasta Longo postanowił wybudować na ruinach pompejańskich kościół ku czci Matki Bożej Różańcowej. Prace rozpoczęto już 4 lata później, a ostatecznie zakończono w 1926 roku budową wieży. Wówczas dokonano także poświęcenia świątyni. Kilka lat wcześniej – w 1875 roku – Bartłomiej Longo umieścił w bazylice cudowny obraz Matki Boskiej w Dolinie Pompejańskiej. Koronacja obrazu miała miejsce 2 lata później.
Przypadek Fortunatiny Agrelli nie był jedynym przykładem uzdrowienia. Bartłomiej Longo, jako prawnik, skrupulatnie zapisywał wszystkie świadectwa łask otrzymanych przez modltwę nowenną pompejańską, publikując je następnie w czasopiśmie "Różaniec i Nowe Pompeje" oraz licznych książkach.
W 1902 roku do świątyni w Pompejach przybyła Marís Lucía Calviño. Młoda kobieta również cierpiała na poważne dolegliwości, których lekarze nie potrafili w żaden sposób wyleczyć. Po odbyciu pielgrzymki do bazyliki i modlitwie nowenną do Matki Boskiej Pompejańskiej dziewczyna została uzdrowiona. Cudowne uzdrowienia oraz budowa Sanktuarium Matki Boskiej Różańcowej w Pompejach przyczyniły się do rozwoju turystyki religijnej i otworzyły nowy etap w historii tego miasta, a także rozpowszechniły ideę nowenny pompejańskiej.

## Nowenna pompejańska w Polsce
W "Historii sanktuarium w Pompejach" bł. Bartłomiej Longo wspominał, że nowenna pompejańska została przetłumaczona na wiele języków, w tym na język polski. Miało to miejsce za jego życia i w okresie zaborów, kiedy istniały liczne problemy logistyczne i językowe, na początku XX wieku. Najstarsze dokumenty wskazują, że treść nowenny pompejańskiej została skrócona w procesie translacyjnym, zachowując swój sens. Z różnych przyczyn z czasem nowennę zredukowano do samego odmawiania różańca przez 54 dni. Apostolat Nowenny Pompejańskiej od 2011 r. zaczyna gromadzić świadectwa osób, które modliły się nowenną pompejańską, i w ciągu dekady zbiera ich ok. 20000. 